# Алексеенко, Георгий Афанасьевич
Гео́ргий Афана́сьевич Алексе́енко (3 [16] апреля 1917 — 1 марта 1979) — советский лётчик-штурмовик, в годы Великой Отечественной войны — старший лейтенант, командир эскадрильи 637-го штурмового авиационного полка 227-й штурмовой авиационной дивизии 2-й воздушной армии 1-го Украинского фронта. Герой Советского Союза (26.10.1944), подполковник.

## Биография
Родился 3 (16) апреля 1917 года в деревне Маториха (ныне урочище Моториха на территории Невельского района Псковской области) в семье крестьянина. Русский. Член ВКП(б)/КПСС с 1943 года. Детство и школьные годы прошли в городе Невеле. Окончил 7 классов. Работал сначала в артели «Красный щепник», а затем — на железной дороге и на лесопильном заводе «Норд». С 1937 года жил в городе Великие Луки Псковской области. Работал столяром в столярном цехе артели «Мебельщик». Окончил аэроклуб.
В Красной Армии с 1938 года. В 1940 году окончил Ворошиловградскую военную авиационную школу.
Участник Великой Отечественной войны с июня 1941 года. Война застала Георгия Алексеенко на юго-западной границе. Сражался на Южном, Воронежском, Юго-Западном и 1-м Украинском фронтах. Проявил себя смелым, отважным летчиком-штурмовиком, стал командиром авиационной эскадрильи.
Старший лейтенант Георгий Алексеенко отличался исключительным хладнокровием и выдержкой. В совершенстве владея боевой машиной, обладая отличной штурманской подготовкой, он водил группы в исключительно сложных метеорологических условиях полета.
26 ноября 1942 года в районе Песковатки противник сосредоточил большое количество танков, автомашин и артиллерии. Метеорологические условия были исключительно неблагоприятными — целый день шел обильный снегопад. Командование авиационного полка поставило перед эскадрильей Георгия Алексеенко задачу: нанести бомбовый удар по скоплению противника. Враг не ожидал появления советских самолетов в такую погоду, поэтому эскадрилья внезапным штурмовым и бомбовым ударом нанесла большой урон противнику. Георгий Алексеенко со своей группой сделал десять заходов на цель.
В конце ноября 1942 года в районе Суровикина и Обливской появился вражеский бронепоезд. Своими ударами, он наносил значительный урон советским оборонявшимся частям. Была поставлена боевая задача оперативно обнаружить и уничтожить бронепоезд, исполнение было поручено старшему лейтенанту Георгию Алексеенко. 1 декабря при низкой облачности, в снегопад он вылетел на выполнение задания в предположительный район действий железнодорожного состава. Георгию Алексеенко удалось обнаружить тщательно замаскированный бронепоезд и уничтожить его.
В конце января 1944 года войска 1-го и 2-го Украинских фронтов начали Корсунь-Шевченковскую наступательную операцию. Участвуя в боях по уничтожению немецко-фашистской группировки, Георгий Алексеенко в тяжелых условиях погоды (при сильном снегопаде и ограниченной видимости) успешно вел разведку и наносил штурмовые удары по войскам противника.
27 марта 1944 года командующий 2-й воздушной армией генерал-полковник авиации С. А. Красовский поставил перед Г. А. Алексеенко ответственное специальное задание — сбросить над центром защищенного зенитной артиллерией города Тарнополя вымпел и листовки к окруженному гарнизону противника с предложением сдаться. Летчик пробился сквозь плотный огонь зенитной артиллерии и успешно выполнил задание.
Командир эскадрильи 637-го штурмового авиационного полка (227-я штурмовая авиационная дивизия, 2-я воздушная армия, 1-й Украинский фронт) старший лейтенант Георгий Алексеенко к апрелю 1944 года совершил 110 боевых вылетов на штурмовки войск и боевой техники противника, при этом было уничтожено 56 танков, 138 автомашин, взорвано 10 складов с горючим, подожжено 7 железнодорожных эшелонов, сбито в воздушных боях 3 самолёта врага.

Указом Президиума Верховного Совета СССР от 26 октября 1944 года за образцовое выполнение боевых заданий Командования на фронте борьбы с немецкими захватчиками и проявленные при этом отвагу и геройство старшему лейтенанту Алексеенко Георгию Афанасьевичу присвоено звание Героя Советского Союза с вручением ордена Ленина и медали «Золотая Звезда».

После войны Г. А. Алексеенко продолжал службу в Военно-воздушных силах СССР. В 1948 году был направлен в ДОСААФ. Около 10 лет служил начальником лётной части и начальником Душанбинского, Могилёвского и Витебского аэроклубов. Подполковник Г. А. Алексеенко скончался 1 марта 1979 года.

## Награды
- Медаль «Золотая Звезда» Героя Советского Союза (№ 4540)
- Орден Ленина
- Два ордена Красного Знамени
- Орден Александра Невского
- Два ордена Красной Звезды
- Медали, в том числе:
  - Медаль «За победу над Германией в Великой Отечественной войне 1941—1945 гг.»
  - Юбилейная медаль «Двадцать лет Победы в Великой Отечественной войне 1941—1945 гг.»
  - Юбилейная медаль «Тридцать лет Победы в Великой Отечественной войне 1941—1945 гг.»

## Память
- Похоронен в городе Витебске.